# Cascada Frecha da Mizarela
La Cascada Frecha da Mizarela, o simplement Frecha da Mizarela, és una caiguda d'aigua situada a la serra da Freita, propera a la població d'Albergaria da Serra, municipi d'Arouca, districte d'Aveiro.
Aquesta cascada es troba al bell mig del rocam granític de l'altiplà de la serra da Freita, a una altitud de prop de 910 m. S'alimenta de les aigües del riu Caima i té una alçada de 75 metres, i és una de les cascades més altes de Portugal (la més alta se'n troba a l'illa de Santa Maria, denominada cascada d'Aveiro) i una de les més altes d'Europa.
Com que el granit és més resistent a l'erosió fluvial del riu Caima que la majoria d'esquists i grauvaca, al llarg del temps es va formar un gran desnivell, amb la caiguda d'aigua. No obstant això, a més a més de l'erosió diferencial, es considera que l'orientació dels sistemes de falles que afecten tot el bloc de la serra da Freita van tenir influència directa en la formació d'aquesta escarpa singular.